# Kevin Mirocha
Kevin Mirocha (* 7. Oktober 1991 in Hamm) ist ein deutsch-polnischer Automobilrennfahrer. Mirocha trat bis Ende 2011 mit deutscher Lizenz an und nahm 2012 mit polnischer Lizenz an Rennen teil.

## Karriere
Mirocha begann seine Karriere 1995 im Kartsport, den er bis 2006 ausübte. Nachdem er 2006 den BMW-Sichtungslehrgang gewonnen hatte, ging er 2007 in der deutschen Formel BMW mit ASL Mücke Motorsport an den Start. Er erreichte den achten Gesamtrang und wurde Dritter in der Rookie-Wertung. Ein besonderer Höhepunkt war die Teilnahme an einer Demoshow mit dem BMW Sauber F1 Pit Lane Park in Warschau. 2008 startete Mirocha für Josef Kaufmann Racing im deutschen Formel-3-Cups. Er schloss die Saison mit dem sechsten Gesamtplatz ab und erreichte insgesamt vier Podiumsplatzierungen.
Zur Saison 2009 wechselte er in die Formel-3-Euroserie. Zusammen mit Johnny Cecotto jr. ging er für HBR Motorsport in einem Dallara-Mercedes an den Start. Nach vier Rennwochenenden wurde Mirocha, dessen beste Platzierungen 13. Plätze waren, durch Tom Dillmann ersetzt. Im Gesamtklassement belegte er den 29. Platz. 2010 erhielt Mirocha abermals kein Cockpit für eine komplette Saison. Er nahm schließlich an sieben Rennen der nordeuropäischen Formel Renault teil und beendete die Saison mit einem Sieg auf dem neunten Platz in der Meisterschaft. Außerdem absolvierte er Gaststarts im Formel Renault 2.0 Eurocup.
2011 wechselte Mirocha zu Ocean Racing Technology in die GP2-Serie, wo er erneut Teamkollege von Cecotto wurde. Ein Rennwochenende brach er wegen einer schon länger zurückliegenden Schulterverletzung, die Probleme verursachte, vorzeitig ab. Ab dem achten Rennwochenende wurde er durch Brendon Hartley ersetzt. Am Saisonende belegte er den 22. Gesamtrang. 2012 erhielt Mirocha ein Cockpit in der FIA-Formel-2-Meisterschaft. Er wechselte zu dieser Saison von der deutschen zur polnischen Rennlizenz. Sein Formel-2-Bolide war in den Farben der polnischen Flagge (weiß-rot) lackiert. Mirocha gewann ein Rennen und stand insgesamt sechs Mal auf dem Podest. Er schloss die Saison auf dem sechsten Meisterschaftsplatz ab.

## Sonstiges
Mirochas Eltern kommen aus Polen. Er nahm dort auch an Kartrennen teil, bei denen er im Alter von vier Jahren unter anderem gegen Robert Kubica antrat. Bis Ende der Saison 2011 startete Mirocha mit deutscher Lizenz. Zur Saison 2012 wechselte er zur polnischen Lizenz.

## Karrierestationen
| - 1995–2006: Kartsport - 2007: Deutsche Formel BMW (Platz 8) - 2008: Deutsche Formel 3 (Platz 6) | - 2009: Formel-3-Euroserie (Platz 29) - 2010: Nordeuropäische Formel Renault (Platz 9) - 2011: GP2-Serie (Platz 22) | - 2012: Formel 2 (Platz 6) |